# Ковдорслюда
ООО «Ковдорслюда» — предприятие в городе Ковдоре Мурманской области. На протяжении второй половины XX века было, наряду с Ковдорским горно-обогатительным комбинатом, одним из градообразующих предприятий. Начиная с 2000-х годов на предприятии начались массовые невыплаты зарплат, смена руководства, что к середине 2010-х годов привело к банкротству «Ковдорслюды». В настоящий момент находится в стадии конкурсного управления.

## История
Производственный комплекс по добыче слюды был запущен в районе современного Ковдора в 1936 году. В 1967 году был образован ГОК «Ковдорслюда», в начале 1990-х преобразованный в ОАО «Ковдорслюда». Предприятие занималось полным технологическим циклом — добычей флогопита и вермикулита, керамических пегматитов, а также получением готовых видов продукции. Потребителями продукции «Ковдорслюды» были предприятия в России, Белоруссии, на Украине, в Казахстане, Франции, Швеции, Дании, Бельгии и Китае.
В 2005 году (по другим данным, в 2010 году), после банкротства ОАО «Ковдорслюда», было образовано ООО «Ковдорслюда». Его собственником стало ОАО «Мурманское морское пароходство», для которого ковдорское производство было непрофильным. В 2013 году на предприятии начались проблемы с выплатой заработной платы. В сентябре руководитель предприятия Ирина Яковенко была снята со своей должности, в её отношении было возбуждено уголовное дело. По состоянию на сентябрь 2013 года задолженность предприятия перед 298 сотрудниками составила 6 млн рублей. Из-за нерентабельности на «Ковдорслюде» началась процедура банкротства.
По состоянию на февраль 2014 года практически все сотрудники «Ковдорслюды» были отправлены в бессрочный отпуск. Работу насосов поддерживали лишь несколько сотрудников, поскольку без этого шахта с государственным запасом руды могла быть затоплена. К проблеме «Ковдорслюды» привлекали внимание депутатов Госдумы и РАН. В октябре того же года уголовное дело в отношении Яковенко было отправлено в Ковдорский районный суд.
По состоянию на начало 2015 года «Ковдорслюда» относилась к числу двух самых крупных должников Мурманской области (62 млн рублей). В апреле процедура банкротства предприятия вошла в финальную стадию, а сумма задолженности достигла 63 млн рублей. Бывшей руководительнице «Ковдорслюды» Ирине Яковенко было назначено наказание в виде полутора лет лишения свободы и штрафа в размере 100 тыс. рублей.